# Letland op het Eurovisiesongfestival 2011

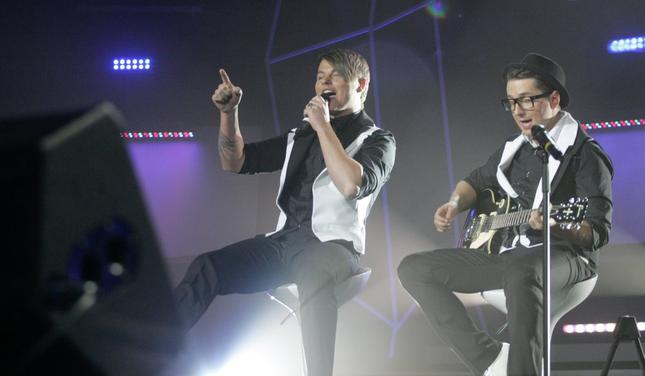
Musiqq tijdens Eirodziesma 2011.

Letland nam deel aan het Eurovisiesongfestival 2011 in Düsseldorf, Duitsland. Het was de 12de deelname van het land op het Eurovisiesongfestival. De selectie verliep via het jaarlijkse Eirodziesma, waarvan de finale plaatsvond op 26 februari 2011. LTV was verantwoordelijk voor de Letse bijdrage voor de editie van 2011.

## Selectieprocedure
Op 17 november 2010 maakte de Letse openbare omroep zijn plannen bekend voor het komende Eurovisiesongfestival. De selectieprocedure zou zoals steeds verlopen via Eirodziesma. Artiesten kregen tot 6 december de tijd om nummers in te zenden. Een professionele vakjury koos vervolgens de twintig halvefinalisten. Deze werden op 14 december bekendgemaakt. De Letse preselectie zou gedurende de hele maand februari lopen. In elke halve finale traden tien artiesten op, waarvan er vijf doorgingen naar de finale. Drie daarvan werden gekozen door het publiek, twee door een vakjury. Nieuw dit jaar was de introductie van de tweedekansronde. De tien liedjes die zich niet wisten te kwalificeren via de halve finales, kregen een nieuwe kans. Eén act kreeg een wildcard van de jury, een van het publiek, dat stemde via televoting.
De finale werd live uitgezonden op 26 februari 2011 vanuit het Ventspils Theatre House te Ventspils. Van de twaalf finalisten gingen er drie door naar de superfinale. Zowel vakjury als publiek namen in beide procedures de helft van de stemmen voor hun rekening.
Op 7 december 2010, één dag na het sluiten van de inschrijvingsperiode, kondigde LTV aan slechts 71 inzendingen te hebben ontvangen, nog minder dan in 2009, toen er 79 nummers werden ontvangen. De band Triana Park, die de tweede halve finale overleefde, trad niet aan in de finale wegens gezondheidsproblemen van de leadzanger. Winnaar van Eirodziesma 2011 werd Musiqq met het nummer Angel in disguise. De groep mocht zodoende Letland vertegenwoordigen op het zesenvijftigste Eurovisiesongfestival.

## Eirodziesma 2011

#### Eerste halve finale
5 februari 2011
| Volgorde | Artiest                        | Lied                      |
| -------- | ------------------------------ | ------------------------- |
| 1        | Blitze                         | Hop                       |
| 2        | Dace Upīte & Nikolajs Puzikovs | It's not easy             |
| 3        | D-Family                       | Daylight                  |
| 4        | Ineta Rudzīte & Uldis Timma    | Walking on my tiptoes     |
| 5        | Sabīne Berezina                | Let me be                 |
| 6        | Pieneņu Vīns                   | You are                   |
| 7        | Evija Sloka                    | Don't stop the dance      |
| 8        | Jānis Stībelis                 | Let it be me              |
| 9        | Ģirts Zebuliņš & Flame         | Rough enough              |
| 10       | Candy                          | Love is like an aeroplane |

#### Tweede halve finale
12 februari 2011
| Volgorde | Artiest               | Lied                  |
| -------- | --------------------- | --------------------- |
| 1        | Ivo Grīsniņš-Grīslis  | Cinderella            |
| 2        | Triana Park           | Upside down           |
| 3        | Oksana Ļepska         | Live on!              |
| 4        | Elīna Krastiņa-Grence | Look back at me again |
| 5        | Musiqq                | Angel in disguise     |
| 6        | Juris Ludženieks      | Beautiful world       |
| 7        | Crazy Dolls           | Positively thinking   |
| 8        | The Secretz           | Summer night          |
| 9        | Lauris Reiniks        | Banjo Laura           |
| 10       | Dace Upīte            | Magnet                |

#### Tweedekansronde
19 februari 2011
| Volgorde | Artiest                        | Lied                      |
| -------- | ------------------------------ | ------------------------- |
| 1        | Dace Upīte & Nikolajs Puzikovs | It's not easy             |
| 2        | Ineta Rudzīte & Uldis Timma    | Walking on my tiptoes     |
| 3        | Sabīne Berezina                | Let me be                 |
| 4        | Ģirts Zebuliņš & Flame         | Rough enough              |
| 5        | Candy                          | Love is like an aeroplane |
| 6        | Ivo Grīsniņš-Grīslis           | Cinderella                |
| 7        | Elīna Krastiņa-Grence          | Look back at me again     |
| 8        | Juris Ludženieks               | Beautiful world           |
| 9        | Crazy Dolls                    | Positively thinking       |
| 10       | Dace Upīte                     | Magnet                    |

#### Finale
26 februari 2011
| Volgorde | Artiest               | Lied                  |
| -------- | --------------------- | --------------------- |
| 1        | Evija Sloka           | Don't stop the dance  |
| 2        | Elīna Krastiņa-Grence | Look back at me again |
| 3        | Ivo Grīsniņš-Grīslis  | Cinderella            |
| 4        | The Secretz           | Summer night          |
| 5        | Pieneņu Vīns          | You are               |
| 6        | Jānis Stībelis        | Let it be me          |
| 7        | Oksana Ļepska         | Live on!              |
| 8        | Musiqq                | Angel in disguise     |
| 9        | Blitze                | Hop                   |
| 10       | D-Family              | Daylight              |
| 11       | Lauris Reiniks        | Banjo Laura           |

Superfinale
| Plaats | Artiest        | Lied              |
| ------ | -------------- | ----------------- |
| 1      | Musiqq         | Angel in disguise |
| 2      | Lauris Reiniks | Banjo Laura       |
| 3      | Pieneņu Vīns   | You are           |

## In Düsseldorf
In Düsseldorf trad Letland aan in de tweede halve finale, op 12 mei. Letland was als zeventiende van negentien landen aan de beurt, na Wit-Rusland en voor Denemarken. Bij het openen van de enveloppen werd duidelijk dat Musiqq zich niet had weten te plaatsen voor de finale. Het was het derde jaar op rij dat Letland zich niet had weten te plaatsen voor de finale. Na afloop van het festival werd duidelijk dat Musiqq op de zeventiende plaats was geëindigd, met 25 punten.